# Jordanus Hoorn
Jordanus Hoorn (Amersfoort, 26 februari 1753 – aldaar, 3 juli 1833) was een Noord-Nederlands schilder, tekenaar, prentmaker, kopiist, aquarellist en miniatuurschilder.

## Levensloop

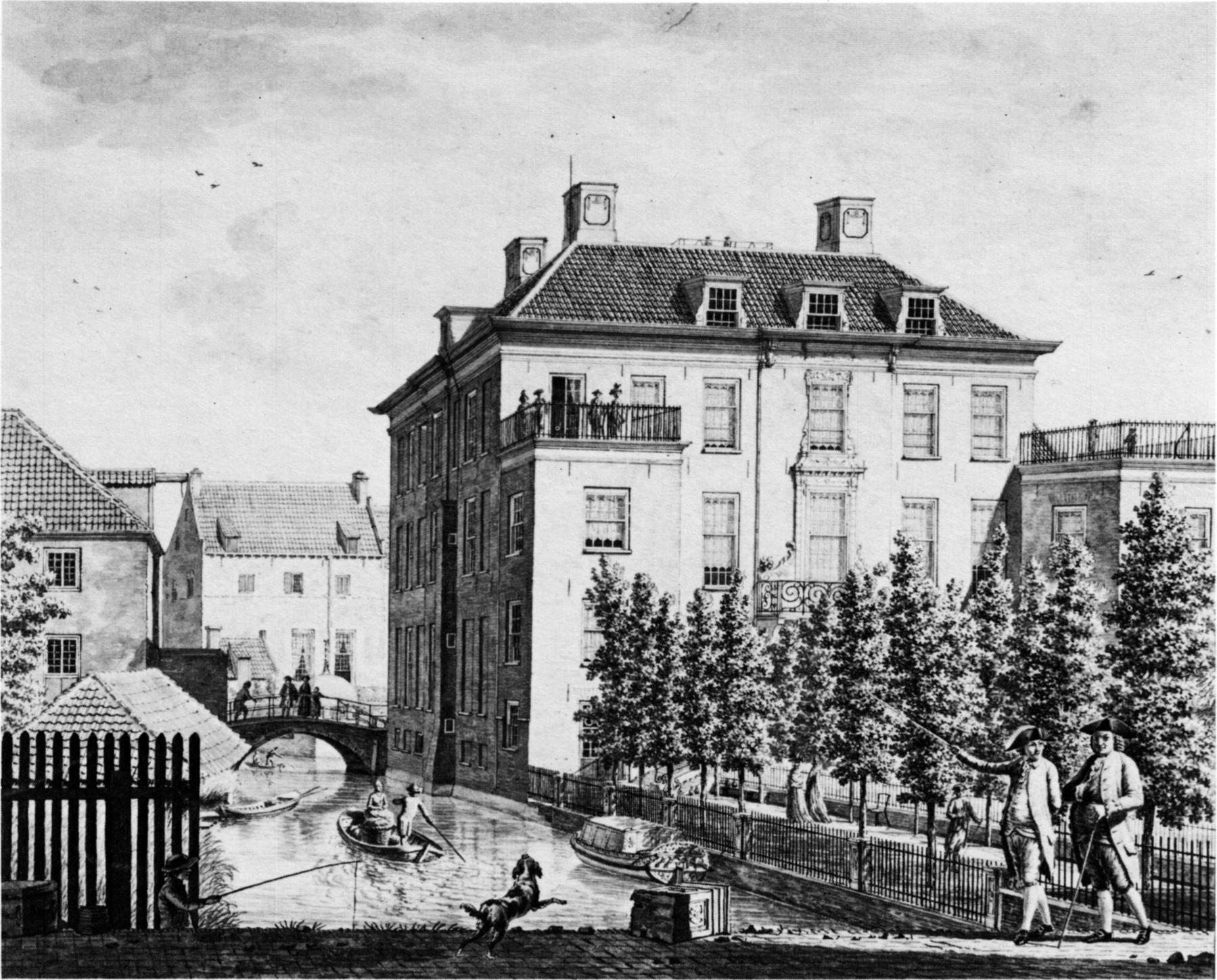
Gezicht op de achterzijde van het huis van de heer B. Cohen te Amersfoort. 1784. Rotterdam, Museum Boijmans Van Beuningen.

Hoorn was aanvankelijk werkzaam in de lakenhandel van zijn vader. Hij volgde een opleiding aan de in 1772 opgerichte Tekenschool voor Kunstambachten in Haarlem. Op 11 juli 1776 ontving hij zijn diploma in de eerste en hoogste klasse. Hij was leerling van Gerrit Toorenburgh. Bij zijn terugkeer in Amersfoort in 1795 werd hij benoemd tot Stads-tekenmeester. Verder maakte hij kopieën van oude meesters. Hij was leraar van Jan Apeldoorn, Christiaan Wilhelmus Moorrees en Jan van Ravenswaay.
- Biografisch Portaal: 31943837
- Digitale Bibliotheek voor de Nederlandse Letteren: hoor100
- Gemeinsame Normdatei: 118977229
- International Standard Name Identifier: 0000 0000 6677 1175
- Library of Congress Control Number: n84116480
- Nederlandse Thesaurus van Auteursnamen: 069867992
- RKD-Nederlands Instituut voor Kunstgeschiedenis: 39630
- Union List of Artist Names: 500005142
- Virtual International Authority File: 45101913
- WorldCat: E39PBJc3DFjkP3xdTRVyygWYyd